# Верхний Токмак Второй
Ве́рхний Токма́к Второ́й (укр. Верхній Токмак Другий) — посёлок,
Черниговский поселковый совет,
Черниговский район,
Запорожская область,
Украина.
Код КОАТУУ — 2325555102. Население по переписи 2001 года составляло 68 человек.

## Географическое положение
Посёлок Верхний Токмак Второй находится 
на левом берегу реки Сысыкулак, недалеко от её истоков, 
на расстоянии в 1 км от посёлка Верхний Токмак Первый.
Через посёлок проходит железная дорога, станция Верхний Токмак 2.

## История
- 1898 год — дата основания.